# Somewhere in England
Somewhere in England es el noveno álbum de estudio de George Harrison publicado en 1981. Editado en una época en la que sus relaciones con la industria musical fueron tensas, la grabación del álbum fue testigo de un momento trágico en la vida de Harrison.
Feliz de poder realizar su trabajo sin prisas, Harrison comenzó a grabar Somewhere in England en el otoño de 1979, siendo desarrollado de forma esporádica hasta septiembre de 1980. Sin embargo, Warner Bros. Records rechazó el resultado, ordenando a Harrison que descartara cuatro canciones consideradas deprimentes por el sello: "Tears Of The World", "Sat Singing", "Lay His Head" y "Flying Hour". La portada original del álbum, figurando su perfil junto a un mapa difuminado de Gran Bretaña, sería también rechazada por Warner Bros. Con un Harrison incapaz de vincularse a los nuevos estilos de música, el punk y New Wave, accedió a las exigencias del sello, si bien les alertó de que no renovaría su contrato cuando éste revocara.
Volviendo a retomar el proyecto en noviembre, Harrison se unió en su estudio personal de grabación de Friar Park con Ringo, el cual llegó con el propósito de recoger dos canciones que Harrison había escrito para él, "All Those Years Ago" y "Wrack My Brain", además de una versión del tema "You Belong To Me", para el álbum de Ringo Can't Fight Lightning, posteriormente publicado con el nombre de Stop and Smell the Roses. Las dos últimas canciones fueron terminadas en Friar Park; sin embargo, "All Those Years Ago" fue descartada. Posteriormente, Ringo admitió que el tono de la canción era demasiado alto para poder cantarlo él. Durante el mismo periodo, Harrison había sido alertado del supuesto enfado de John Lennon en relación con su autobiografía I Me Mine, en la que, según Lennon, Harrison elogiaba a todos los músicos con los que había grabado menos a él. Desafortunadamente, George Harrison no pudo compensarle de ningún modo; el 8 de diciembre de 1980, Lennon era asesinado a las afueras del edificio Dakota por Mark David Chapman.
Tras la conmoción por el asesinato de Lennon, Harrison decidió utilizar la grabación de "All Those Years Ago" a modo de tributo, cambiando un par de versos. Con Ringo en la batería, Harrison invitó a Paul y Linda McCartney, así como al compañero del grupo Wings Denny Laine, para grabar los coros de la canción a comienzos de 1981. Junto a "All Those Years Ago", "Blood From A Clone" (una seria denuncia de la escena musical del momento), "Teardrops" y "That Which I Have Lost" fueron añadidos para reemplazar las cuatro canciones descartadas por la compañía. Tras una sesión de fotos en el Tate Gallery de Londres para la portada, Somewhere in England fue aceptado por el sello. 
"All Those Years Ago" fue publicado como sencillo en mayo, con positivas reseñas. Alcanzando el puesto #13 en las listas de éxitos británicas y el #2 en las estadounidenses, "All Those Years Ago" supuso el mayor éxito de Harrison desde "Give Me Love (Give Me Peace On Earth)", viéndose Somewhere in England favorecido por incluir el tema en el álbum. A pesar de llegar al puesto #13 de las listas británicas y al #11 de las estadounidenses, y de conseguir buenos resultados en comparación con álbumes anteriores, Somewhere in England obtuvo menos ventas de lo aparente, convirtiéndose en el primer álbum de estudio de Harrison que no era certificado como disco de oro en Estados Unidos. El segundo sencillo extraído del álbum, "Teardrops", alcanzó el puesto #101 en las listas estadounidenses.  
En 2004, Somewhere in England fue remasterizado y reeditado tanto por separado como junto a la caja The Dark Horse Years 1976-1992, bajo el sello Dark Horse Records y distribuido por EMI, y con el demo de "Save The World", grabado en 1980, como tema adicional. Para su reedición, fue recuperado el diseño original del álbum.

## Lista de canciones
Todas las canciones compuestas por George Harrison excepto donde se anota.
1. "Blood from a Clone" – 4:03
2. "Unconsciousness Rules" – 3:05
3. "Life Itself" – 4:25
4. "All Those Years Ago" – 3:45
  - Tributo de Harrison a John Lennon, con Ringo Starr en la batería, así como Paul, Linda McCartney y Denny Laine en los coros
5. "Baltimore Oriole" (Hoagy Carmichael) – 4:00
6. "Teardrops" – 4:07
7. "That Which I Have Lost" – 3:47
8. "Writings on the Wall" – 4:01
9. "Hong Kong Blues" (Carmichael) – 2:55
10. "Save the World" – 4:54
  - Incluye un extracto de "Crying", publicado previamente en el álbum debut de Harrison Wonderwall Music
11. "Save the World" (Acoustic Demo Version) – 4:31
  - Versión demo grabada en 1980 e incluida en la reedición del álbum en 2004

### Lista de canciones original
1. "Hong Kong Blues" (Carmichael)
2. "Writings on the Wall"
3. "Flying Hour" (Harrison/Mick Ralphs)
4. "Lay His Head"
5. "Unconsciousness Rules" – 3:35
6. "Sat Singing"
7. "Life Itself"
8. "Tears of the World" - 4:03
  - Publicado como tema adicional en la reedición de Thirty Three & 1/3 en 2004
9. "Baltimore Oriole" (Carmichael)
10. "Save the World"

## Personal
- George Harrison: voz, guitarras, sintetizador y teclados.
- Ringo Starr: batería
- Paul, Linda McCartney y Denny Laine: coros en "All Those Years Ago".
- Ray Cooper: batería, percusión, sintetizador y teclados.
- Jim Keltner: batería
- Dave Mattacks: batería
- Willie Weeks: bajo
- Herbie Flowers: bajo y tuba.
- Gary Brooker, Al Kooper, Mike Moran, Neil Larsen: teclados y sintetizadores.
- Tom Scott: lyricon y trompa.
- Alla Rakha: tabla

## Listas de éxitos

### Álbum
| País           | Listas            | Listas           | Listas |
|                | Posición más alta | Semanas en lista |        |
| -------------- | ----------------- | ---------------- | ------ |
| Noruega        | 2                 | 9                |        |
| Estados Unidos | 11                | 13               |        |
| Reino Unido    | 13                | 4                |        |
| Suecia         | 13                | 3                |        |
| Austria        | 15                | 4                |        |
| Japón          | 31                | 9                |        |

### Sencillos
| Año  | Sencillo              | US  | NO | CH | UK | SE | AT |
| ---- | --------------------- | --- | -- | -- | -- | -- | -- |
| 1981 | "All Those Years Ago" | 2   | 2  | 8  | 13 | 13 | 14 |
| 1981 | "Teardrops"           | 101 | -  | -  | -  | -  | -  |

- Datos: Q767663